# Ligeia Mare
Ligeia Mare – jezioro na Tytanie o współrzędnych 79,7°N; 247,9°W, wypełnione płynnymi węglowodorami, głównie metanem, mające średnicę ok. 500 km oraz powierzchnię ok. 126 000 km². Nazwa pochodzi od syreny Ligei z mitologii greckiej.

## Proponowany lądownik

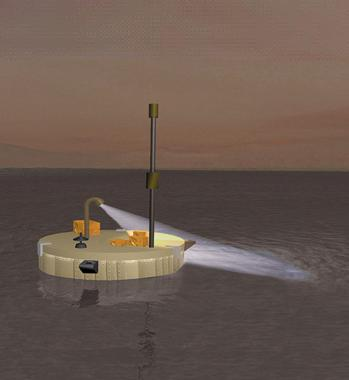
Wizualizacja lądownika na powierzchni jeziora

Na rok 2020 planowano wysłanie misji TSSM (Titan Saturn System Mission), wyposażonej w lądownik, który osiadłby na powierzchni jeziora i przeprowadził badania in situ, m.in. zrzucając sondę na dno jeziora. Początkowo proponowano wysłanie lądownika jako osobną misję TiME (Titan Mare Explorer). Żadna z tych misji nie wyszła jednak poza etap prac koncepcyjnych i nie została wybrana do realizacji.